# National Collegiate Athletic Association

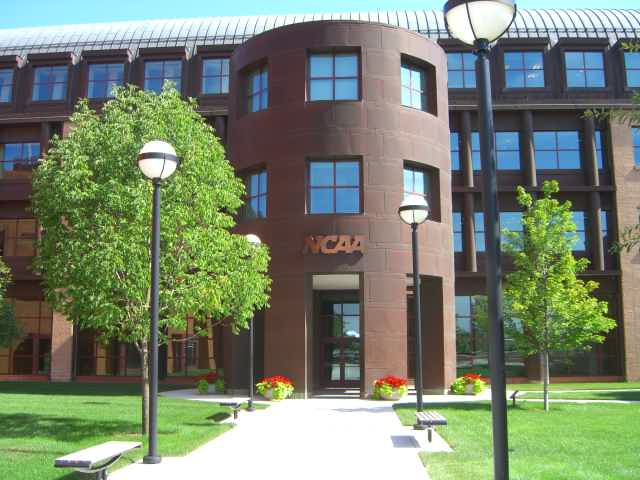
Siedziba NCAA w Indianapolis

National Collegiate Athletic Association (Narodowe Stowarzyszenie Sportów Akademickich), skrótowiec NCAA – organizacja zajmująca się organizacją zawodów sportowych wielu szkół wyższych w Stanach Zjednoczonych, zrzeszająca około 1200 instytucji (największa tego typu na świecie). Jej siedziba znajduje się w Indianapolis, w stanie Indiana. Jej początki sięgają 1906, zaś pod nazwą NCAA istnieje od 1910.
Reguluje rozgrywki ligowe na szczeblu międzyuczelnianym w, między innymi, następujących sportach: futbol akademicki, koszykówka, lekkoatletyka, baseball, softball, lacrosse, szermierka, hokej na trawie, hokej na lodzie, piłka nożna, gimnastyka, tenis, zapasy, piłka siatkowa. Odpowiada także za biznesową stroną sportu studenckiego, w szczególności sprzedaż praw do transmisji zawodów. Uzyskane w ten sposób środki w 95% są rozdysponowywane wśród uczelni.
W latach 2010–2023 na czele NCAA stał Mark Emmert. Od marca 2023 roku prezesem organizacji jest Charlie Baker.

## Struktura i organizacja rozgrywek
Uczelnie przynależące do NCAA podzielone na trzy dywizje (NCAA Division I, NCAA Division II, NCAA Division III). Kryterium podziału jest wielkość uczelni, w szczególności jej budżet na sport akademicki i klasa posiadanej infrastruktury. Uczelnie z dwóch wyższych dywizji – I i II – mają obowiązek prowadzić program stypendium sportowych, to znaczy przyjmować część studentów ze względu na ich osiągnięcia sportowe, nie wyniki w nauce, i oferować im bezpłatne kształcenie. W dywizji III nie ma takiego obowiązku, zaś studenci często uprawiają tam sport równolegle do zupełnie normalnego toku studiów. Stąd w dywizji tej znajduje się znaczna część mniejszych uczelni, posiadających raczej status kolegium (college) niż uniwersytetu.
Dywizje dzielą się na konferencje, będące liczącymi zwykle po kilkunastu członków stowarzyszeniami uczelni, które same dobierają się w grupy według różnych kryteriów, najczęściej geograficznych czy historycznych. Konferencje mają duży zakres samodzielności co do organizacji rozgrywek, łącznie z ustalaniem listy sportów, w których rozgrywane będą zawody. Większość rozgrywek NCAA odbywa się na szczeblu konferencji. Dopiero ich zwycięzcy biorą udział w zawodach o tytuł mistrza całej dywizji. W przypadku mniej popularnych sportów finały organizowane są wspólnie dla całej NCAA, zaś udział mogą w nich brać drużyny wystawione przez konferencje ze wszystkich dywizji.

## Wyniki
- Zapasy • NCAA Division I • NCAA Division II • NCAA Division III